# Когнитивная психология
Когнити́вная психоло́гия (лат. cognitio «знание») — психология, ориентированная на эксперимент и математическое моделирование психических процессов. Раздел психологии, который исследует познавательные процессы, такие, как восприятие, память, внимание, чувства, представления информации, логическое мышление, воображение, принятие решений и метакогнитивные аспекты познания. Многие положения когнитивной психологии лежат в основе современной психолингвистики. Выводы когнитивной психологии широко используются в других разделах психологии, в частности, социальной психологии, психологии личности, психологии образования, а также при построении систем искусственного интеллекта.
Представители когнитивной психологии: Джордж Миллер, Джером Брунер, Ульрик Найссер, Герберт Саймон, Аллен Ньюэлл, Карл Прибрам, Роберт Солсо, Джордж Сперлинг, Борис Величковский, Мария Фаликман, Владимир Спиридонов.

## История
Формальное начало когнитивной психологии датируется 11 сентября 1956 года, когда в Массачусетском технологическом институте собралась специальная группа Института электрической и электронной инженерии, занимающаяся информационной теорией. Считается, что эта встреча положила начало когнитивной революции в психологии. Среди присутствующих были Джордж Миллер, Герберт Саймон, Аллен Ньюэлл, Ноам Хомский, Дэвид Грин и Джон Свитс.
Борис Величковский излагает историю когнитивной психологии в следующих основных тезисах.
Когнитивная психология является продуктом воздействия на психологию достижений в смежных технических дисциплинах как инженерная психология и эргономика. Большое влияние на формирование когнитивной психологии оказала необходимость психологической поддержки процессов обучения и исследования интеллектуального развития детей (Бюлер, Выготский, Пиаже). Эти задачи не могли быть решены в рамках устаревшего к 1960-х гг. бихевиоризма, построенного на опытах с животными и предположением, что люди ведут себя так же.
Когнитивная психология была создана представителями гештальтпсихологии и представителями необихевиоризма понимавших ограниченность старых моделей и учитывающих новые открытия. Например, открытие Эдвардом Чейсом Толменом когнитивных карт. Большой вклад в становлении когнитивной психологии внесли представители нейропсихологии (Александр Лурия и др.). Все эти модели приобрели инновационную форму за счёт компьютерной революции XX века и в связи с лингвистическими работами Ноама Хомского, доказавшего, что лингвистика сводима к алгоритмическим моделям. Дональд Бродбент развил компьютерные модели сенсорного восприятия информации. Ричард Аткинсон смоделировал процессы памяти человека по аналогии с компьютером. Практическое компьютерное моделирование процессов решения задач в рамках работ по искусственному интеллекту началось в вюрцбургской школе. В 1967 Ульриком Найссером написано первое учебное руководство по когнитивной психологии.
С момента возможности проведения прямого исследования мозга такими средствами как МРТ с одной стороны когнитивные модели получили возможность усовершенствования, с другой стороны стал вопрос «должен ли искусственный интеллект, ведущий себя как человек, быть устроен как человек?»

## Основные концепции

Один из подходов в когнитивной психологии к моделированию работы памяти

Когнитивная психология при построении моделей вводит следующие понятия: оперативная память, долговременная память, восприятие, внимание, язык и прочие метакогнитивные процессы. Цель когнитивной психологии — понять и смоделировать процессы взаимодействия этих сущностей настолько формально, насколько можно, в идеале сформулировав даже алгоритмы работы мозговых функций. Одна из процессных концепций — это дуальные процессы обучения. Примером когнитивного исследования восприятия является понятие перцептивная готовность: при столкновении с совершенно новыми вещами людям требуется осмыслить их и, возможно, отнести к известным категориям, либо сформировать новые категории.
Фактически многие когнитивисты рассматривают мозг как детерминированный биокомпьютер, что делает когнитивную психологию смежной наукой с разработкой искусственного интеллекта. Многие алгоритмические модели, такие, как коннективистская модель и алгоритмы искусственных нейронных сетей, активно используются как в когнитивной психологии, так и разработчиками искусственного интеллекта. Разница с последними заключается в том, что когнитивисты ставят множество опытов на живых людях и пытаются добиться соответствия модели поведению живых людей, а не просто решения алгоритмических задач.
Когнитивисты не используют какую-то единую общепринятую модель работы мозга, а, как правило, работают в узких специализированных областях, таких, как обучение, запоминание, чтение и т. д. со своими собственными локальными моделями. Причем в рамках одной изучаемой области знаний могут конкурировать отличающиеся модели. Например, в чтении конкурируют модели E-Z Reader и SWIFT. Цель когнитивиста — максимально точно смоделировать алгоритмы работы мозга в данном виде деятельности, а не соответствовать каким-то абстрактным принципам.

## Связь когнитивной психологии и нейробиологии
Модели когнитивной психологии не строятся напрямую на основании нейробиологических опытов как МРТ, так как МРТ показывает активации весьма крупных и многофункциональных областей мозга, которые не позволяют выявлять детали мыслительных процессов. Когнитивные психологи обычно изучают поведение человека более простыми и более однозначно трактуемыми опытами. Например, изучают чтение в основном по изучению саккад глазного яблока или по чтению обрывков текста. Этот метод изучения поднимает вопрос соответствия моделей когнитивной психологии и достижениям нейробиологии, то есть соответствуют ли модели когнитивистов реальному устройству человеческого мозга. Общий подход когнитивных психологов, что если модель хорошо объясняет поведение человека и согласуется с экспериментами, то данные нейробиологии имеют второстепенное и вспомогательное значение. Такой эмпирический подход когнитивных психологов вызывает возражения нейробиологов, которые апеллируют к тому, что когнитивисты по сути создают модели искусственного интеллекта, которые демонстрируют поведение сходное с человеком, но внутри устроены иначе физиологии человека. С другой стороны, подход когнитивистов прямо направлен на удовлетворение критерия теста Тьюринга. Существенная часть когнитивистов положительно воспринимает новые данные нейробиологии и применяет их на стадии валидации своих моделей. В частности теория дуальных процессов обучения опирается и на данные МРТ.

## Изучение чтения в когнитивной психологии
Одно из основных и практически ценных направлений когнитивной психологии — это изучение процессов чтения, так как моделирование этих процессов позволяет улучшить обучение чтению детей в начальной школе и сформировать методы для лечения дислексии. Консенсус когнитивных психологов по большей части формируется вокруг модели E-Z Reader, которая хорошо объясняет саккады во время чтения и другие экспериментально наблюдаемые эффекты.

## Вклад Карла Прибрама
Одно из вызывающих большой интерес у учёных направлений когнитивной психологии — разработка голографической модели функционирования психики. Эта модель получила широкую известность благодаря работам Карла Прибрама, которые стали результатом его сотрудничества с известным американским психологом и физиологом Карлом Спенсером Лешли. Прибрам оказывал ему помощь в систематизации результатов исследований по резекции части головного мозга у животных. В результате проделанной работы Прибрам сделал вывод, что память и имеющиеся навыки сохраняются у подвергшихся резекции животных и после удаления обширных участков мозга. Это означает, что память и выработанные навыки распределены по всему объёму мозга, а не локализованы в его определённых участках. Прибрам использовал работы физика Дэвида Бома и уподобил функционирование памяти физической голограмме. Сущность голограммы состоит в сохранении в материальном носителе результатов интерференции двух электромагнитных волн, которые испускаются когерентными источниками. Один из источников представляет собой отражение определённого объекта, а при интерференции этих двух источников происходит формирование интерференционного изображения в виде светлых и тёмных колец. Освещение голограммы лучом лазера приводит к появлению объёмного изображения объекта, зафиксированного в голограмме. Особенность голографической матрицы состоит в том, что при отделении от неё части любого размера в этой части сохраняется вся картина целиком, хотя и менее чёткая. Некоторые положения этих теоретических построений были экспериментально подтверждены А. Лурией, Б. Величковским, В. Кучеренко. Хотя предложенная Прибрамом голографическая модель не получила всеобщего признания научного сообщества, она обсуждается многими известными психологами, а также играет важную роль в трансперсональной психологии.